# 1131

## Починали
- Пиер Отшелника, френски проповедник
- 4 декември – Омар Хаям, ирански учен